# Санто-Доминго-де-лос-Тсачилас
Санто-Доминго-де-лос-Тсачилас (исп. Santo Domingo de los Tsáchilas) — одна из провинций Эквадора. Площадь составляет 3 805 км². Население по данным на 2010 год — 410 937 человек; плотность населения — 108,00 чел./км². Административный центр — город Санто-Доминго.

## География
Провинция расположена на северо-западе центральной части страны. Граничит с провинциями: Эсмеральдас (на северо-западе), Пичинча (на севере востоке), Котопахи (на юго-востоке), Лос-Риос (на юге) и Манаби (на западе).

## История
Провинция была создана 6 ноября 2007 года путём отделения территории от провинции Пичинча.

## Административное деление
В административном отношении провинция подразделяется на 2 кантона:
| № | Флаг | Кантон                        | Население, чел. (2010) | Административный центр        |
| - | ---- | ----------------------------- | ---------------------- | ----------------------------- |
| 1 |      | Ла-Конкордия (La Concordia)   | 42 924                 | Ла-Конкордия (La Concordia)   |
| 2 |      | Санто-Доминго (Santo Domingo) | 368 013                | Санто-Доминго (Santo Domingo) |